# Diospyros zhenfengensis
Diospyros zhenfengensis är en tvåhjärtbladig växtart som beskrevs av Shu Kang Lee. Diospyros zhenfengensis ingår i släktet Diospyros och familjen Ebenaceae. Inga underarter finns listade i Catalogue of Life.